# Artaban II.
Artaban II. Partski (perzijsko اردوان دوم‎), veliki kralj Partskega cesarstva, ki je vladal približno od 128-124 pr. n. št., * ni znano, † 124 pr. n. št..
Artaban II. se pogosto imenuje Artaban I.. Do razlike v poimenovanju prihaja  zato, ker se partskega kralja Artabana I., ki je vladal od 211-191 pr. n. št., šteje za Arsaka II..
Na partskem prestolu je nasledil svojega nečaka Fraata II., ki je umrl v bitki s Točarji. Točarji se običajno istovetijo z ljudstvom, ki se v kitajskih virih omenja kot Jueži. Jueži so iz Gansuja v severozahodni Kitajski preko reke Ili in pokrajin Issyk Kul in Dajuan (Fergana) pobegnili v Daksijo ali Baktrijo, od koder so vdirali v vzhodne iranske pokrajine.
Artaban II. je, tako kot njegov predhodnik, umrl v bitki s Točarji. Rimski zgodovinar Justin o tem piše:
Bello Tochariis inlato, in bracchio vulneratus statim decedit.
Med vojno s Točarji je bil ranjen v roko in takoj zatem umrl.
Artaban II. je morda istoveten z Artabanom, ki ga rimski zgodovinar Trog omenja v svojih Prologih.